# الأرض البنية

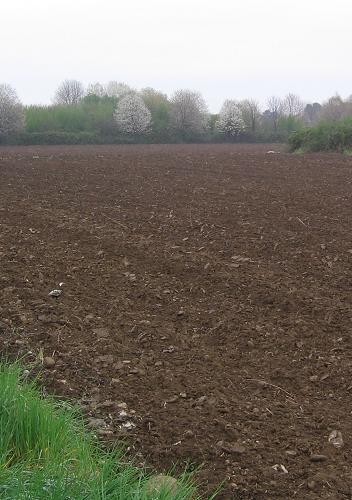
تربة بُنية.

الأرض البُنية (بالإنجليزية: Brown earth)‏ أو التربة البنية هي نوع من التُربة. توجد التربة البُنية في الغالب بين دائرتي عرض 35° و 55° شمال خط الاستواء. وتغطي أكبر المساحات غرب ووسط أوروبا، ومساحات واسعة من غرب روسيا والأورال، والساحل الشرقي لأمريكا وشرق آسيا. وتوجد أيضًا مناطق من أنواع التربة البنية خاصة في اليابان وكوريا والصين وشرق أستراليا ونيوزيلندا. تغطي التربة البُنية قرابة 45% من مساحة الأراضي في إنجلترا وويلز. وهي شائعة في المناطق المنخفضة (أقل من 1000 قدم). أكثر أنواع النباتات التي تنمو في تلك الأرض شيوعًا هي الغابات المتساقطة والنباتات العشبية. ونتيجة للخصوبة الطبيعية المعقولة للتربة البُنية، فقد قام الإنسان بقطع مساحات كبيرة من الغابات المتساقطة الأوراق، وأصبحت هذه الأرض تستخدم الآن للزراعة. توجد هذه الأراضي عادةً في المناطق ذات المناخ المعتدل الرطب، ويكون إجمالي هطول الأمطار معتدل، وعادة ما يكون أقل من 76 سم في السنة، وتتراوح درجات الحرارة من 4 درجة مئوية في الشتاء إلى 18 °C في الصيف. وهي تربة خصبة جيدة التصريف، وتتمتع بدرجة حموضة تتراوح بين 5.0 و6.5.

## الطبقات الأفقية
هذه التربة عموما لها ثلاثة طبقات أفقية : تُسمى A و B و C. عادةً ما تكون الطبقة A بلون بني، ويكون عُمقها أكثر من 20 سم. وهي تتألف من الدبال (مادة عضوية قلوية متحللة جيدًا) والمواد المعدنية. وهي نشطة بيولوجيًا مع العديد من الكائنات الحية في التربة وجذور النباتات التي تختلط مع الدبال مع الجزيئات المعدنية. ونتيجة لذلك، قد تكون الحدود بين الطبقتين A وB غير محددة بشكل جيد في الأمثلة غير المحروثة. تتكون الطبقة B في الغالب من مادة معدنية تعرضت للعوامل الجوية من المادة الأم، ولكنها غالبًا ما تحتوي على شوائب أكثر من مادة عضوية تحملها الكائنات الحية، وخاصة ديدان الأرض. ولونها أفتح من الطبقة A، وغالبًا ما تكون مخصبة بمواد من الطبقة التي تعلوها). بسبب الاستخلاص المحدود، تُنقل المواد القلوية الأكثر قابلية للذوبان فقط إلى الأسفل عبر هذه الطبقة. تتكون الطبقة C من المادة الأم parent material، والتي تكون بشكل عام نفاذة وغير حمضية أو ربما حمضية قليلاً، على سبيل المثال الطمي الطيني.

## وصف التربة البُنية
تعتبر التربة البنية مهمة لأنها نفاذة وعادة ما تكون سهلة العمل طوال العام، لذا فهي ذات قيمة عالية للزراعة. كما أنها تدعم مجموعة أوسع بكثير من أشجار الغابات التي يمكن العثور عليها في الأراضي الرطبة. وهي تربة ذات تصريف حر لأن الطبقتين A وB متطورتان بشكل جيد. تتطور هاتان الطبقتان غالبًا فوق قاع صخري منفذ نسبيًا من نوع ما، ولكنها توجد أيضًا فوق مواد أم غير متماسكة مثل حصى النهر. تتضمن بعض تصنيفات التربة أيضًا تربة طميية جيدة التصريف في الأراضي البنية.
عادةً ما تحتوي التربة البُنية على تربة سطحية ذات لون بني غامق وبها جسيمات طينية ذات أحجام صغيرة وبِنية جيدة - خاصة تحت الأراضي العشبية. تفتقر الطبقة B إلى الألوان الرمادية والبقع المميزة للتربة الطينية. اللون الغني هو نتيجة لمركبات الحديد، وخاصة الأكاسيد المعقدة، مثل الصدأ، التي لها لون بُني محمر. بعض هذه التربة، في الواقع، حمراء اللون. على سبيل المثال، في بريطانيا توجد تربة بُنية محمرة على الحجر الرملي الأحمر القديم (الديفوني) والحجر الرملي الأحمر الجديد ‏ (البرمي)، وهي حمراء لأن الصخور التي تشكلت منها مستمدة من رواسب شديدة الأكسدة ترسبت في ظل ظروف صحراوية منذ ملايين السنين.
في التربة المزروعة منذ فترة طويلة، عادةً ما يكون الرقم الهيدروجيني في التربة السطحية أعلى (أي أكثر قلوية) من التربة السفلية نتيجة لإضافة الجير على مر السنين. بشكل عام، كلما كان المناخ أكثر رطوبة، كلما أصبحت التربة أكثر حمضية. ويرجع ذلك إلى أن المطر يميل إلى غسل القواعد "القلوية" من التربة. وبطبيعة الحال، فإن المادة الأم لها تأثير أيضًا، والصخور الصلبة الحمضية تؤدي إلى نشوء تربة أكثر حمضية من الحجر الرملي الناعم. تتميز الالأراضي التي توجد فيها هذه التربة المنخفضة بأنها متموجة بشكل عام، وترتبط الاختلافات المثيرة للاهتمام في الملامح بالمنحدرات التي توجد فيها. ربما نتصور أن التربة ثابتة وغير متغيرة، لكنها في الواقع ليست ثابتة أبدًا. إن عمليات التجوية ونمو النباتات التي كانت مسؤولة عن تشكل التربة من المواد الأم العارية في المقام الأول لا تزال مستمرة. يمكن رؤية ذلك بسهولة على منحدر التل. عادة ما يكون الجزء العلوي من التل محدبًا، وهنا يحدث معظم التآكل - حيث تكون المنحدرات والقمم العليا أكثر عرضة للرياح والأمطار، وتعمل الجاذبية ببطء ولكن بثبات على تحريك التربة السطحية إلى أسفل التل. وهكذا فإن التربة على حافة التل تميل إلى أن تكون أضحل من التربة في مواقع منتصف المنحدر، حيث تتحرك التربة إلى الأسفل، ولكن يحدث استبدال لها بمواد من الأعلى. في قاعدة المنحدر نجد عادة منطقة مقعرة تتراكم فيها التربة المتآكلة. وتكون التربة السطحية هنا أكثر سمكًا بكثير من أي مكان آخر.

## عوامل تكوين التربة
تتأثر التربة البنية بالعديد من العوامل المختلفة. وتشمل هذه العوامل: المناخ، والتضاريس، وتصريف التربة، والمادة الأم، والكائنات الحية في التربة التي تعيش في التربة نفسها.

## التصنيف
تتمتع التربة البنية بتاريخ طويل في كونها مجموعة رئيسية في معظم تصنيفات التربة. في فرنسا صُنفت ضمن " التربة النُنية الحامضية Sol brun acide"، على الرغم من أن هذه التربة قد تميل إلى احتواء المزيد من الحديد والألمنيوم في الطبقة B، وتميل إلى ما يسمى في التصنيف البريطاني بالتربة البودوزولية البُنية ‏ brown podzolic. تُصنف التربة البنية أيضًا في تصنيف التربة الألماني والنمساوي باسم "Braunerde". تنتشر التربة البنية على نطاق واسع وتوجد غالبًا على مواد رملية أصلية غير متماسكة أو مواد طينية أصلية. يُعد تصنيف "Parabraunerde" هو تصنيف للأرض البنية ذات الطبقة الطينية eluvial فوق طبقة طينية argillic قليلاً. يؤدي هذا إلى تقسيم عالمي لهذه التربة، التي تكون عمومًا بُنية اللون وجيدة التصريف، إلى تربة بُنية مغسولة بشكل ضعيف weakly leached - تسمى كامبيسول cambisols في قاعدة المرجع العالمية الدولية لموارد التربة (WRB)؛ وتربة بودزولية بنية ‏ مغسولة بشكل أكبر حيث يوجد طبقة برتقالية-بنية B، ولكن لا يوجد طبقة مغسولة شاحبة بين الطبقتين A وB. تُسمى هذه المناطق بالمناطق المظللة Umbrisols في نظام تصنيف التربة الدولي WRB، وهي شائعة بشكل خاص في أوروبا الغربية، وتغطي مناطق كبيرة في شمال غرب إسبانيا.
في أقصى الشرق في أوروبا، في المناخات الأكثر قارية، تُظهر التربة ترشيحًا أكبر للطين والمعادن الأخرى، وتُرسم على الخريطة على أنها لوفيسولز luvisols في نظام تصنيف التربة الدولي WRB. تتشابه هذه التربة إلى حد كبير مع التربة البنية، وبعض التصنيفات الأخرى، بما في ذلك البريطانية والفرنسية، تسمي هذه التربة بالتربة البنية الطينية (sol brun lessive)، لأنها تحتوي على طبقة طينية، أي أنها غنية بالطين على عمق ما أسفل الطبقة A. يجري التعبير عن الطابع الطيني بشكل ضعيف إلى حد ما في المناخ المحيطي في المملكة المتحدة، والاختلافات بين التربة البنية الحقيقية (التربة البنية الكامبية) والتربة الصفراء الطينية ليست واضحة للمراقب العام.

## روابط خارجية
- تعريف الطين